# Maria Constantinescu
Maria Constantinescu (ur. 5 lipca 1956) – rumuńska wioślarka, brązowa medalistka olimpijska.
W 1980 roku wystąpiła na igrzyskach olimpijskich w Moskwie, podczas których wzięła udział w jednej konkurencji – rywalizacji ósemek ze sternikiem. Rumuńska ekipa, w skład której poza Constantinescu weszły Angelica Aposteanu, Marlena Zagoni, Rodica Frîntu, Florica Bucur, Rodica Pușcatu, Ana Iliuță, Elena Bondar i Elena Dobrițoiu, zdobyła brązowy medal olimpijski z rezultatem 3:05,63. Był to jej jedyny start olimpijski.